# 锑杂苯
锑杂苯是一种有机锑化合物，化学式为C5H5Sb，它是苯的一个碳原子被锑原子取代的化合物。

## 合成
锑杂苯通过三步反应制得。以1,4-戊二炔和二丁基锡烷为原料反应，得到1,1-二丁基-1,4-二氢锡杂苯：
然后这种锡杂环和三氯化锑反应，得到1-氯-1,4-二氢锑杂苯：
最后用碱（如DBN）处理，得到最终产物锑杂苯。它很活泼，但是能够被分离出来。